# Рис Сити (Алабама)
Рис Сити (енгл. Reece City) град је у америчкој савезној држави Алабама. По попису становништва из 2010. у њему је живело 653 становника.

## Демографија
Према попису становништва из 2010. у граду је живело 653 становника, што је 19 (3,0%) становника више него 2000. године.
| Група             | 2000.       | 2010.       |
| Белци             | 623 (98,3%) | 610 (93,4%) |
| Афроамериканци    | 0 (0,0%)    | 13 (2,0%)   |
| Азијати           | 0 (0,0%)    | 6 (0,9%)    |
| Хиспаноамериканци | 4 (0,6%)    | 5 (0,8%)    |
| Укупно            | 634         | 653         |